# Liste der Einträge im National Register of Historic Places im Sequoyah County
Diese Liste der Einträge im National Register of Historic Places im Sequoyah County enthält alle im Sequoyah County, Oklahoma in das National Register of Historic Places eingetragenen Gebäude, Bauwerke, Objekte, Stätten oder historischen Distrikte.
Diese Liste entspricht dem Bearbeitungsstand des National Park Service/National Register of Historic Places vom 18. Oktober 2024.

## Legende
| NRHP | Historic Place             |
| NHL  | National Historic Landmark |

## Aktuelle Einträge
| [ 2 ] | Name                                       | Bild                          | Eintragsdatum                 | Lage                                                                                  | Ort         | Beschreibung |
| ----- | ------------------------------------------ | ----------------------------- | ----------------------------- | ------------------------------------------------------------------------------------- | ----------- | ------------ |
| 1     | Baker A Archeological Site                 |                               | 2. März 1990 ID-Nr. 90000125  | Adresse nicht veröffentlicht                                                          | Short       |              |
| 2     | Citizen’s State Bank                       | weitere Bilder                | 8. Sep. 1980 ID-Nr. 80003300  | Seminole und Main Street 35° 34′ 49″ N, 94° 49′ 55″ W                                 | Marble City |              |
| 3     | Dwight Mission                             | weitere Bilder                | 20. März 1973 ID-Nr. 73001570 | südwestlich von Marble City 35° 32′ 51″ N, 94° 51′ 9″ W                               | Marble City |              |
| 4     | Ellison No. 2 Site                         |                               | 11. Aug. 1988 ID-Nr. 88001234 | Adresse nicht veröffentlicht                                                          | Short       |              |
| 5     | Judge Franklin Faulkner House              | Judge Franklin Faulkner House | 13. März 1980 ID-Nr. 80003301 | E. Cherokee Street 35° 27′ 40″ N, 94° 46′ 30″ W                                       | Sallisaw    |              |
| 6     | Fears Site                                 |                               | 11. Aug. 1988 ID-Nr. 88001235 | Adresse nicht veröffentlicht                                                          | Nicut       |              |
| 7     | First Presbyterian Church                  | weitere Bilder                | 7. März 2003 ID-Nr. 03000096  | 120 S. Oak Street 35° 27′ 27″ N, 94° 47′ 17″ W                                        | Sallisaw    |              |
| 8     | Hines Round Barn                           | Hines Round Barn              | 8. März 1984 ID-Nr. 84003432  | 401 S. Adams Street 35° 26′ 55″ N, 94° 47′ 17″ W                                      | Sallisaw    |              |
| 9     | Kirby-Steely Archeological Site            |                               | 3. Apr. 1991 ID-Nr. 91000356  | Adresse nicht veröffentlicht                                                          | Short       |              |
| 10    | Lee’s Creek Ceremonial Site                |                               | 31. Jan. 1976 ID-Nr. 76001575 | Adresse nicht veröffentlicht                                                          | Short       |              |
| 11    | Sallisaw High School                       | weitere Bilder                | 3. Juli 1997 ID-Nr. 97000614  | 200 W. Creek Street 35° 27′ 25″ N, 94° 47′ 29″ W                                      | Sallisaw    |              |
| 12    | Sequoyah’s Cabin                           | Sequoyah’s Cabin              | 15. Okt. 1966 ID-Nr. 66000634 | Oklahoma State Highway 101, im Sequoyahs Cabin State Park 35° 30′ 47″ N, 94° 39′ 7″ W | Akins       |              |
| 13    | Starr Pasture Archeological Site (34SQ224) |                               | 2. März 1990 ID-Nr. 90000126  | Adresse nicht veröffentlicht                                                          | Short       |              |
| 14    | Tall Cane Archeological Site (34SQ294)     |                               | 2. März 1990 ID-Nr. 90000127  | Adresse nicht veröffentlicht                                                          | Short       |              |